# Alicia Delgado
Alicia Luisa Delgado Hilario (Oyón, 6 de mayo de 1959 - Lima, 24 de junio de 2009) fue una cantante folclórica peruana, quien incursionó en el huayno con arpa, al estilo norte chico. Fue apodada como «la princesa del folklore peruano» al grabar 12 álbumes de su estilo.

## Biografía
Alicia Delgado nació en el pueblo de Taucur, distrito de Pachangara, en la provincia de Oyón, Lima, el 6 de mayo de 1959. Hija de Zenobio Delgado y Santa Hilario. Estuvo casada con Rubén Retuerto y tuvo un hijo Junior Retuerto Delgado.
La artista inició su carrera con el apoyo de la reconocida artista Totita Cruz quien la acompaña a Radio Continente y lo presenta al célebre locutor radiofónico y descubridor de talentos Eladio Obispo Ureta, quién en su programa Así canta mi pueblo la hace cantar por primera vez frente a un micrófono con el acompañamiento del extinto y legendario maestro Pelayo Vallejo. El 11 de febrero de 1975 a los dieciséis años, realiza su primera grabación de la mano del artista y productor Ángel Damaso, dándose a conocer y lanzando su primera canción exitosa: "Un Fracaso en la vida".
A lo largo de su carrera se dedicó a difundir el folklore musical andino por toda Sudamérica, convirtiéndose así en una estrella musical en su país y también en otros vecinos, tal como Chile, Ecuador y Bolivia, por lo que recibió el apelativo de Princesa del Folklore Peruano. Afirmaba haber grabado más de mil temas peruanos. Radicó varios años en los Estados Unidos. Llegó al Perú a inicios del año 2000.
Tuvo una relación mediática por nueve años con la también cantante folclórica Abencia Meza, en que fueron amigas socias de una promotora de espectáculos. Debido a los celos enfermizos, un mes antes de su asesinato recibía amenazas de muerte, puso la denuncia y garantías para su vida, que estaba siendo amenazada por parte de Meza. Después de terminar su relación con Abencia, planeó denunciar en televisión nacional un eventual asesinato orquestado.
El jueves 25 de junio de 2009, apareció sin vida en su domicilio en el distrito limeño de Santiago de Surco. Según las primeras investigaciones murió a causa de puñaladas proferidas por un arma blanca y estrangulamiento con una correa. Entre los sospechosos de su muerte figura un empleado suyo llamado Pedro César Mamanchura Antúnez, según las primeras investigaciones por orden de la cantante Abencia Meza. Finalmente, en febrero de 2012, Meza fue condenada a 30 años de cárcel por el asesinato de Delgado.
Los restos mortales de Alicia Delgado descansan en el Cementerio Jardines del Buen Retiro en el distrito de Puente Piedra en Lima, donde también descansa su padre Zenobio Delgado.

## Discografía
- La Maravilla Peruana
- Alicia Delgado
- Con Ustedes...
- Nueva Vida
- La Genuina de la Canción Peruana
- La Madame del Huayno
- La Princesa del Huayno Cajatambino
- Con El Caballero del Arpa: Eduardo Delgado
- Concierto en Público con la Eterna Princesa
- Del Perú Para El Mundo
- Nuevamente La Única
- La Princesa del Folklore Peruano
- Toda Una Vida Cantándole al Perú y al Mundo
- La Eterna Princesa del Folklore Peruano
- La Única E Inigualable Princesa del Folklore Peruano
- La Reyna y Señora del Huayno con Arpa